# Single Album
Single Album es el decimocuarto álbum de estudio de la banda de punk californiana NOFX siendo lanzado el 26 de febrero de 2021. Es el primer álbum de estudio de la banda en casi cinco años, desde First Ditch Effort (2016), marcando la brecha más larga entre dos álbumes de estudio de NOFX; entre 2016 y 2021.
El álbum originalmente iba a ser lanzado como un álbum doble, pero la pandemia de COVID-19 llevó a la banda a lanzar un solo álbum, de ahí el título. Fat Mike declaró además que el segundo disco previsto del álbum no recibió comentarios positivos y, por lo tanto, fue descartado.

## Lista de canciones
| N.º | Título                           | Duración |  |
| 1.  | «The Big Drag»                   | 5:48     |  |
| 2.  | «I Love You More Than I Hate Me» | 2:36     |  |
| 3.  | «Fuck Euphemism»                 | 2:14     |  |
| 4.  | «Fish in a Gun Barrel»           | 3:35     |  |
| 5.  | «Birmingham»                     | 3:34     |  |
| 6.  | «Linewleum»                      | 3:19     |  |
| 7.  | «My Bro Cancervive Cancer»       | 2:28     |  |
| 8.  | «Grieve Soto»                    | 3:57     |  |
| 9.  | «Doors and Fours»                | 4:49     |  |
| 10. | «Your Last Resort»               | 3:59     |  |

## Personal
- Fat Mike – voz, bajo
- Eric Melvin – guitarra, coros
- El Hefe – guitarra, coros
- Erik Sandin – batería